# 斷電測試
斷電測試是測試电路板的一種方式，因為不確認电路板是否失效，以及失效的情形，因此不直接將电路板接電源進行測試，改用其他較安全的方式進行測試，避免因為在電路板失效時送電，造成电路板進一步的損壞。
斷電測試包括類比特徵分析、歐姆計、LCR測試儀以及光學檢測。這類的測試也可以在沒有線路圖的情形下進行電路板的排错。

## 典型設備
- 類比特徵分析（英语：analog signature analysis）
- 自動光學檢查
- 自動X光檢查（英语：Automated X-ray inspection）
- LCR測試儀
- 机器视觉
- 歐姆計